# باول ماير (سائق سيارة سباق)
باول ماير (بالهولندية: Paul Meijer)‏ هو سائق سباق هولندي، ولد في 27 مارس 1985 في أوترخت في هولندا.

## وصلات خارجية
- باول ماير على موقع DriverDB.com (الإنجليزية)